# Kinderzimmer
Ein Kinderzimmer (früher auch Kinderstube) ist ein Raum innerhalb einer Wohnung, der in seiner Nutzung speziell den Bedürfnissen von Kindern innerhalb des Familienlebens angepasst ist.
In seiner Funktion ist ein Kinderzimmer sowohl Schlaf- als auch Spiel- und Arbeitszimmer. Es ist außerdem Ort für die Aufbewahrung eigener Besitzstücke sowie Rückzugsraum und Ort der Mediennutzung. Die Größe schwankt je nach Größe der Familie, vorhandener Wohnfläche und finanziellen Möglichkeiten zwischen fünf und 30 Quadratmetern pro Kind. Manchmal werden Kinderzimmer auch von mehreren Geschwistern geteilt.

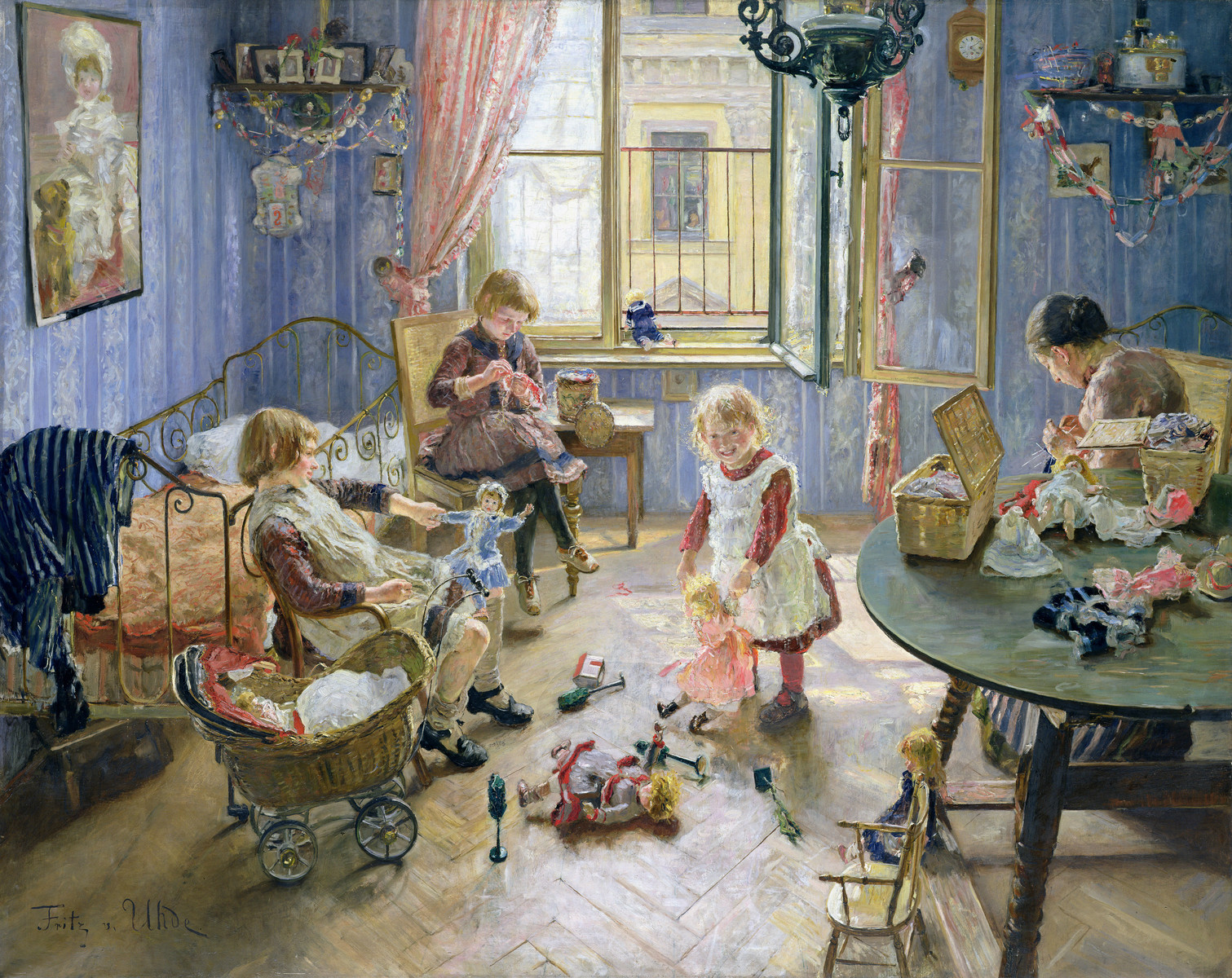
Fritz von Uhde: Die Kinderstube, 1889

## Geschichte

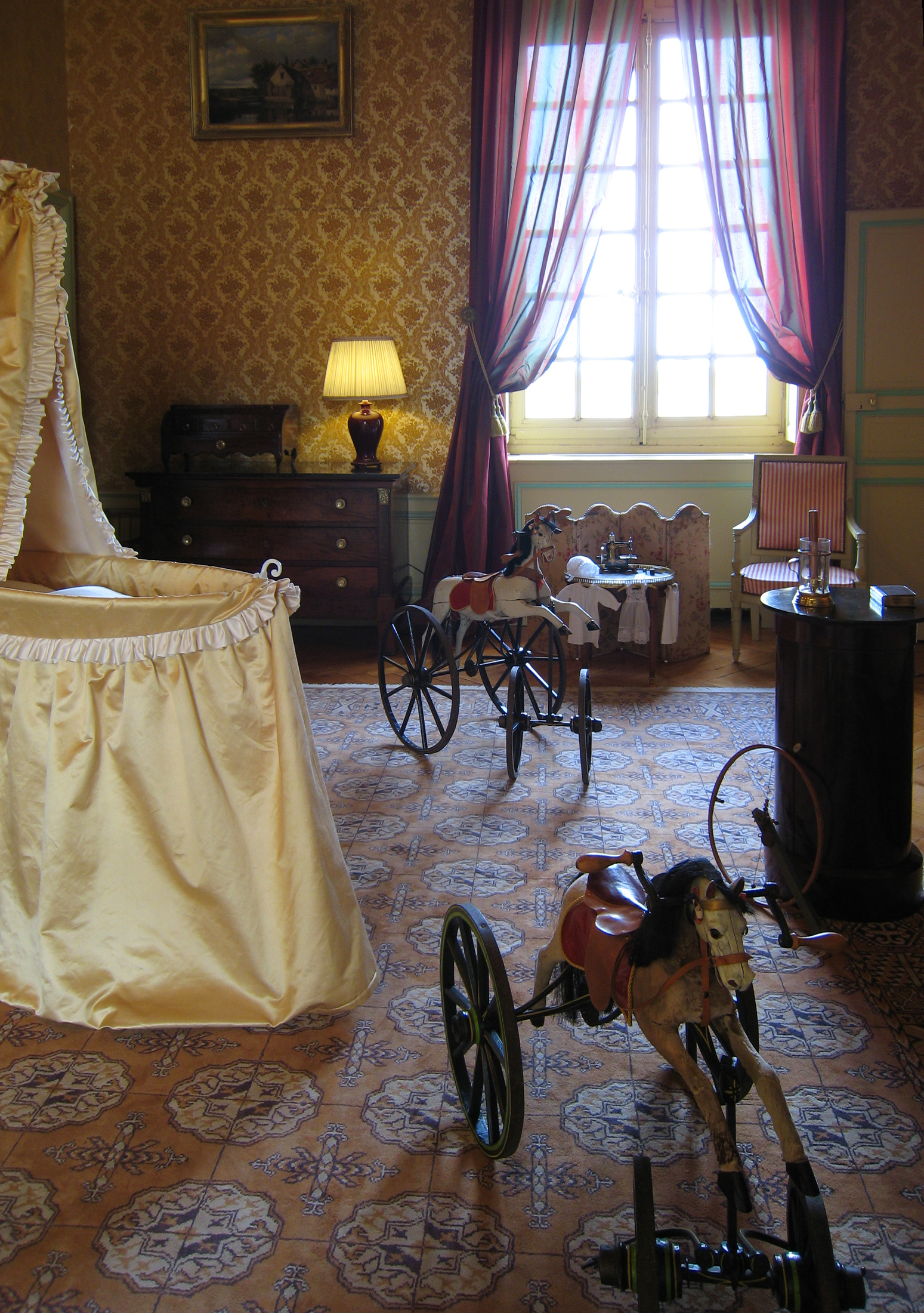
Kinderzimmer im Schloss Cheverny, Frankreich

Kinderzimmer sind eine relativ junge Entwicklung in der Geschichte. Sie entstanden im 18. und 19. Jahrhundert in den Häusern wohlhabender städtischer Familien. In der zweiten Hälfte des 20. Jahrhunderts wurde das Kinderzimmer auch für breitere Schichten der Gesellschaft üblich.

### Erste Erwähnungen
Der älteste Beleg für das Wort „kinderkamer“ findet sich in den Raumangaben eines Inventars aus dem Jahr 1590. Es ist das Inventar des Kannengießers Jürgen Understals, eines Stadtbewohners von Braunschweig. Belege für das Wort „Kindstube“ finden sich 1722 in Seybolds Teutsch-Lateinischem Wörterbüchlein und 1742 in Zedlers Universallexikon. Das darin beschriebene Zimmer ist allerdings kein Schlaf- oder Spielzimmer für die Kinder, sondern der Aufenthaltsraum für die Ammen während der Kinderpflege. Der Unterschied zwischen einer Kinderkammer und einer Kinderstube liegt darin, dass Stuben gegenüber der Kammer im Allgemeinen beheizbar waren.

### Kinderzimmer für die Mehrheitsgesellschaft
Erst nach dem Zweiten Weltkrieg, im Zuge des Wiederaufbaus in der Nachkriegszeit, fand das Kinderzimmer Einzug in breitere Schichten der Gesellschaft. Vorher verwehrten Raumnot und nicht vorhandene finanzielle Mittel die Verbreitung des Kinderzimmers, obwohl es bereits als notwendig angesehen wurde. Noch in den 1950er Jahren wurde in der Schweiz die Aktion „Jedem Bergbauernkind sein eigenes Bett“ ins Leben gerufen.
1975 hob das Bundesministerium für Familie, Jugend und Gesundheit (unter Katharina Focke) die Bedeutung einer kindgerechten Wohnungsgestaltung hervor und forderte „ein kindliches Eigenterritorium, das vor dem Zugriff anderer gesichert und von den Eltern respektiert werden sollte“.

### Straßenverkehr und Kinderzimmer
Durch die Veränderung des öffentlichen Raumes verändert sich die Nutzung des Kinderzimmers bis heute: Das Auto „hat die natürliche und bauliche Umwelt der Kinder massiv verwandelt.“ Freies Spiel hat zwischen den Autos keinen Platz, da die Gefahr für Kinder, die den Straßenverkehr noch nicht einschätzen können und beim Spiel weniger beachten, zu hoch ist. Der Deutsche Werkbund Bayern urteilte daher 1964: „Die Straße scheidet heute wegen der Verkehrsgefahren als Spielplatz aus“. Aus den „Gefahren des öffentlichen Raums“ und der „Verinselung der kindlichen Lebenswelt“ ergab sich eine Aufwertung des Kinderzimmers.
Durch die Nutzung des Kinderzimmers steigt die direkte Kontrolle über die Kinder durch die Erziehungspersonen. Das Kind ist im wahrsten Sinne des Wortes übersichtlich „verräumt“ und kann leicht im Blick behalten werden. Die Beschränkung des Spielens auf einen einzigen Ort führt aber auch zu ganz anderen Ansprüchen an dieses Zimmer, in dem sich das Kind täglich viele Stunden lang aufhält.
Die Freizeitbeschäftigung verlagerte sich deswegen von draußen nach drinnen: „Eine erlebnisreiche Umgebung muss heute mit künstlichen Mitteln, mit Klettermöglichkeiten, Rutschbahnen, Nischen zum Höhlenbau im Kinderzimmer geschaffen werden.“ Die Wohnberatung des Deutschen Werkbunds Bayern schlug schon 1964 Schalldämmung und gut gedämmte Fußböden für die Kinderzimmer vor.

## Entstehungshintergründe
Da es das Kinderzimmer nicht schon immer gegeben hat, mussten sich erst einige gesellschaftliche Anschauungen wandeln, bis das Kinderzimmer zu einem selbstverständlichen Teil der Wohnungen und Häuser wurde.
Wichtig waren die sich verändernde Einstellung gegenüber dem Kind und der Kindheit, ein Wandel in den Wohngewohnheiten sowie ein starker Anwuchs im Bereich der materiellen Kultur für Kinder. Alle drei Bereiche begünstigten sich gegenseitig, und keiner allein hätte wohl auf die gleiche Weise zur Bedeutung des heutigen Kinderzimmers geführt. Die genannten Veränderungen waren zuerst in den wohlhabenden Schichten zu beobachten.

### Einstellungen gegenüber der Kindheit
Das Vorhandensein oder eben Nicht-Vorhandensein, auch die Beschaffenheit des Kinderzimmers, geben Auskunft über die Denkweise einer Gesellschaft und spiegeln den vorherrschenden Erziehungsstil der jeweiligen historischen Epoche wider.
Im 16. und 17. Jahrhundert, also in Zeiten, in denen die Kinderkammer oder -stube bereits als Begriff existierte, war das Kind für den Architekten „noch kein eigenes Wesen“. So lebten Kinder bis ins 18. Jahrhundert hinein als sogenannte „kleine Erwachsene“ an der Seite ihrer Eltern oder Erzieher. Der Kindheit als Lebens- oder Entwicklungsphase wurde wenig Beachtung geschenkt: Kinder wurden eingegliedert in den Tagesrhythmus der Eltern oder der Hausgemeinschaft und bekamen Aufgaben zugeteilt, die ihren Fähigkeiten entsprechen sollten. Zwischen der Erwachsenenwelt und der Welt des Kindes wurde also kaum eine Trennlinie gezogen.
1762 ebnete Jean-Jacques Rousseau einer neuen Idee von Kindheit den Weg: In seinem Bildungsroman Émile beschreibt er ein Szenario, das für die meisten Zeitgenossen undenkbar schien: das Aufwachsen eines kleinen Jungen ohne Zwang, ohne Strafen und mit der größtmöglichen Freiheit, sich zu entfalten. Dem Jungen Emile, Hauptfigur des Romans, wird Raum für das Kindsein gewährt. Der Roman avancierte zum meistgelesenen Erziehungsbuch der Weltliteratur.
Mit diesem Wandel von der Vorstellung der Kindeserziehung wurde dem Kind langsam mehr Raum in der Gesellschaft gegeben, sowohl auf geistiger Ebene – in der Wahrnehmung der Erwachsenen – als auch auf materieller Ebene – als Wohnraum.

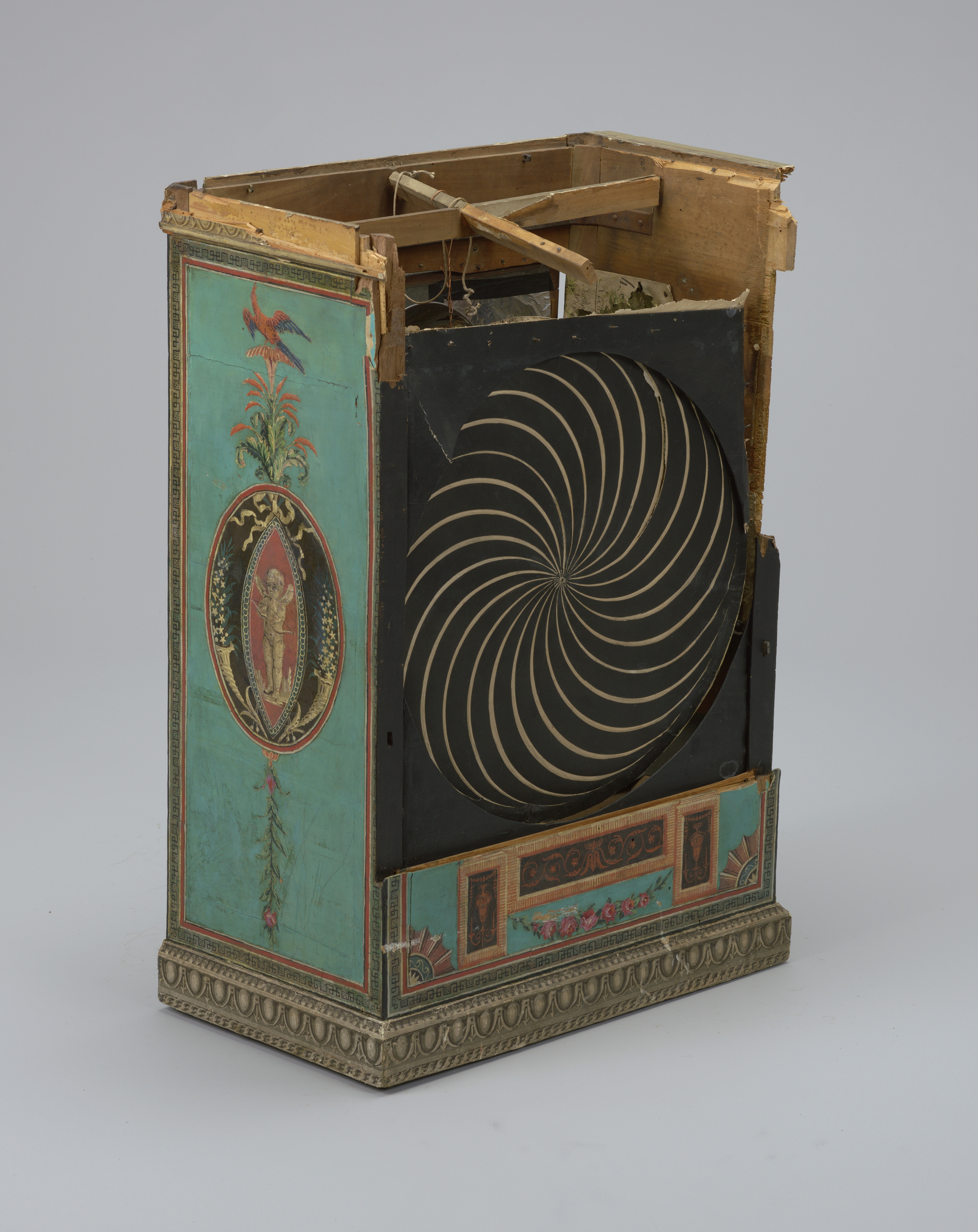
Italienisches Spielzeug, ca. 1780

### Wandel der Wohngewohnheiten
Auch die Art, wie gewohnt wurde, veränderte sich über die Jahrhunderte: Ausgehend vom Allzweck-Zimmer, wo im selben Raum gelebt, gearbeitet, gekocht und geschlafen wurde, verfeinerte sich allmählich das Wohnen. Zuerst wurden die Kammern des Dienstpersonals von den Zimmern der Familie abgetrennt. Später, in der Zeit des Biedermeier ab ca. 1815, folgte die Trennung von Privaträumen und Empfangsräumen. So wurden verschiedenen Funktionen nach und nach eigene Räume zugewiesen. Die Entstehung des Kinderzimmers ist von diesem „allgemeinen Prozess der zunehmenden Vielfalt […] der […] Wohnräume“ nicht zu trennen.
Zunächst blieb das Kind mit seinem Schlafplatz jedoch immer noch den Eltern oder dem Gesinde zugeordnet. Kinderstuben als Betreuungsort und Lernraum, wo das Kind von Dritten, also dem Kind nicht verwandten oder nicht dem engeren Familienkreis zugehörigen Personen, erzogen wurde, finden sich zuerst in besonders prestigereichen städtischen Haushalten. Für Säuglinge und Kleinkinder wurden Kindermädchen engagiert, für die Heranwachsenden private Hauslehrer.

### Materielle Kultur für Kinder

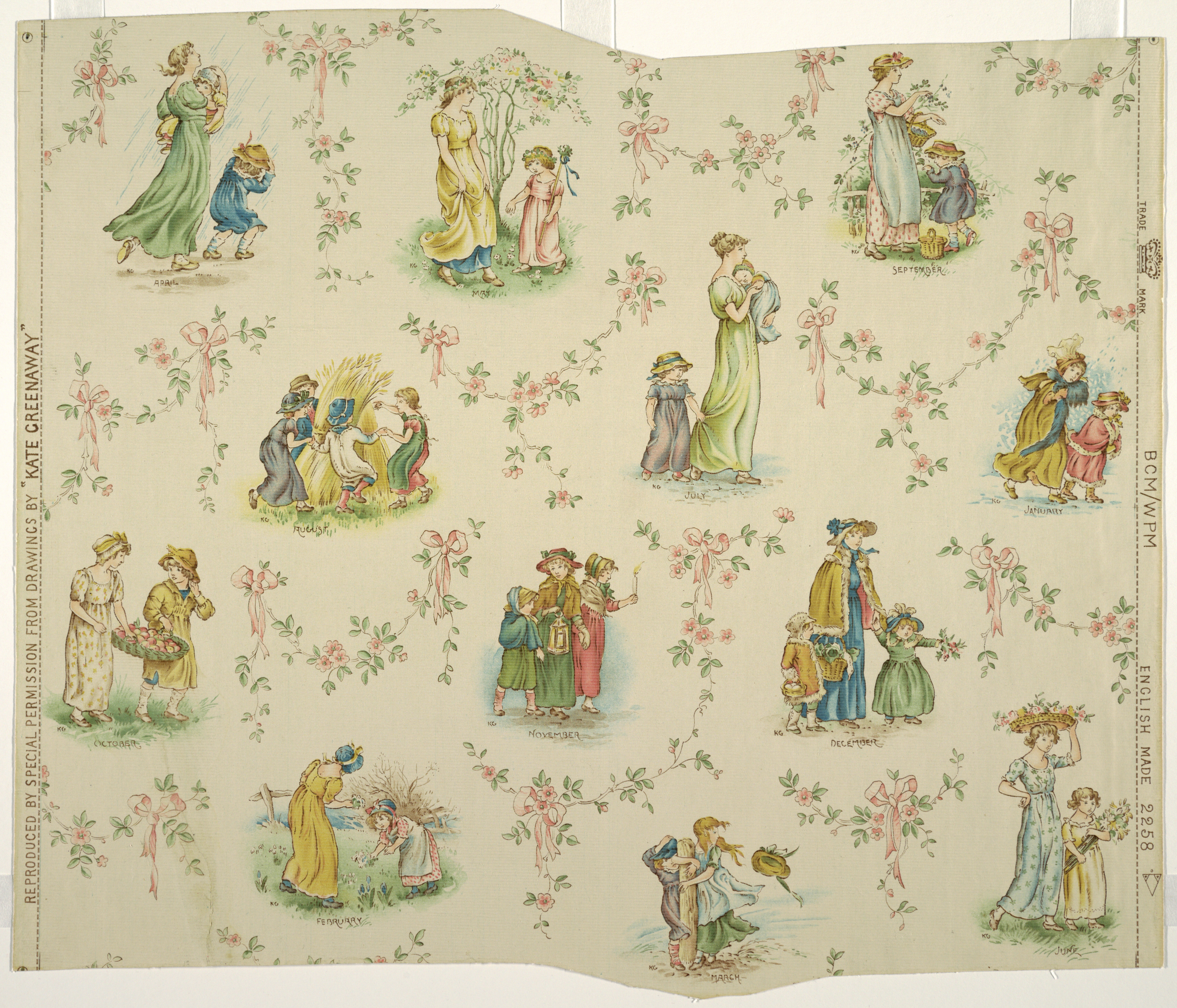
Kindertapete mit Darstellung der vier Jahreszeiten (England, 1893)

Die Einführung der Gewerbefreiheit (in der zweiten Hälfte des 18. Jahrhunderts) führte zu einem starken Aufschwung der Spielzeugbranche: Unabhängig von den Zünften durften handwerkliche Tätigkeiten nun überall und von jedermann ausgeübt werden. Längere Transportwege zwischen den Produktionsstätten fielen weg, weil diese nun zusammengelegt werden konnten. Die Herstellung von Spielzeug wurde weniger aufwändig und kostengünstiger. Aus der Flut an bezahlbarem Spielzeug erwuchs eine neue Kultur des Schenkens. Die eigenen Besitztümer von Kindern stiegen in der Zahl.
In Zusammenwirkung mit der neuen Zuwendung zum Kind entstand außerdem ein hohes Konsumpotential. Es entwickelte sich eine ganze Palette an Accessoires für das Kind. 1750 öffnete der erste Buchladen speziell für Kinder- und Jugendliteratur in London. Die ersten Kindertapeten wurden zwischen 1860 und 1870 produziert. Auch die Möbelindustrie profitierte und erprobte sich unter anderem an Miniaturmöbeln, die an die Körpergröße der Kinder angepasst sind. 
Auch am Beginn des 21. Jahrhunderts spiegeln die Dinge des Kinderzimmers die Gesellschaft. So sind Kinderzimmer etwa auch als Teil einer privaten Geschichtskultur zu lesen. Die Spielsachen, Bücher und andere Objekte der materiellen Kultur nehmen dabei Einfluss auf die kindlichen Vorstellungswelten über die Vergangenheit.

## Einrichtung

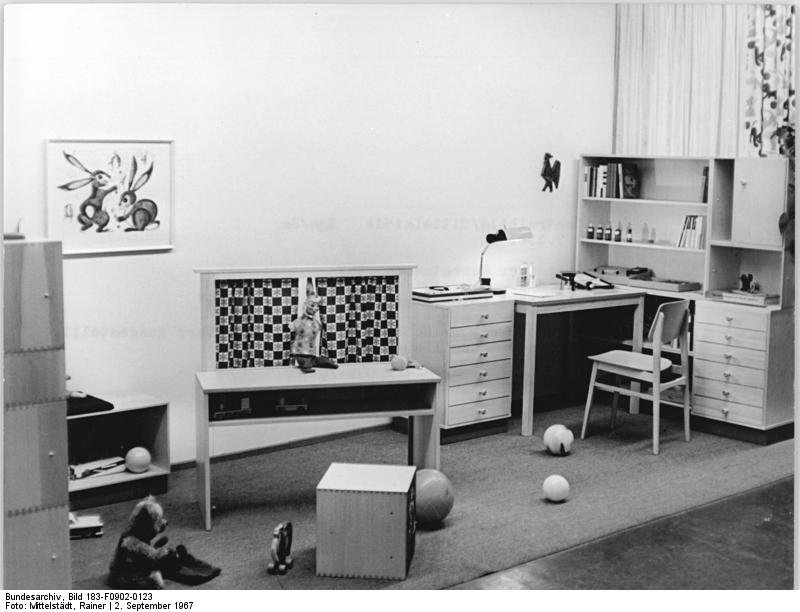
Kinderzimmer Typ „Teddy“ aus DDR-Produktion, vorgestellt auf der Leipziger Herbstmesse 1967

Zur Grundausstattung gehört meist ein Bett, ein Aufbewahrungsmöbel für Kleidung (Schrank, Kommode oder Regal) sowie ein (Schreib)tisch. Ein besonderer Fokus liegt häufig auf der Schaffung von Stauraum, zum Beispiel durch Schubladen unter dem Bett. Verbreitet sind auch Hochbetten, da auf dem Boden so mehr Platz zur Verfügung steht. Wo sich mehrere Kinder ein Zimmer teilen, gibt es auch Stockbetten.
Manchmal wird unterschieden zwischen dem Kinderzimmer und dem Jugendzimmer, in dem das Kinderzimmer durch Veränderung der Dekoration und manchmal auch der Ausstattung im Laufe des Heranwachsens aufgeht. Da manche Haustiere (Hamster, Kaninchen etc.) tagsüber ruhen, empfiehlt der Tierschutz, die im Kinderzimmer aufgestellten Käfige während der Spielzeit aus dem Kinderzimmer zu entfernen. Empirische Untersuchungen zeigen, dass sich häuslicher Streit zwischen Eltern und Kindern am häufigsten entzündet, weil die Kinder ihr Zimmer nicht ordentlich aufgeräumt haben oder die Eltern das Kinderzimmer ohne Beisein der Kinder aufräumen.

## Größe
In Deutschland existieren keinerlei baurechtliche oder sonstige Vorschriften über die Größe von Kinderzimmern. Für den sozialen Wohnungsbau galt von 1976 bis 1991 die Normierung DIN18011, die dem Kinderzimmer die kleinste Wohnfläche zuteilte. Dennoch wurde darin festgehalten, dass das Zimmer vielseitig verwendbar und wandelbar zu sein habe. Es solle dem Schlafen, dem Aufenthalt, dem Arbeiten und dem Spielen dienen. 1991 wurde diese Normierung ersatzlos gestrichen. In der DDR gab es eine Bestimmung, wonach das Kinderzimmer bei Neubauten acht Quadratmeter nicht unterschreiten durfte. Auch in Österreich gibt es eine solche Norm.
In manchen deutschen Bundesländern gibt es Bedingungen für die öffentliche Förderung von Bauvorhaben – beispielsweise werden Mindestgrößen festgesetzt, ab denen ein Wohnungsbau förderungswürdig ist. Hierbei gilt oft, dass ein Kinderzimmer für eine Person mindestens zehn Quadratmeter und bei einer Doppelbelegung mindestens zwölf Quadratmeter haben soll. Allgemein kann man bei der Wohnungsgestaltung feststellen, dass mit der Zunahme der Größe der Wohnzimmer das Platzangebot von Küche und Kinderzimmer abgenommen hat. Es gibt ebenfalls Bestimmungen über Art und Größe der Fenster, diese sind allerdings regional unterschiedlich.

## Redewendungen mit "Kinderstube"
Die Redewendung „eine gute Kinderstube haben“ verweist auf gutes Benehmen. „Kinderstube“ steht hier für die „im Elternhaus genossene Erziehung, die sich besonders in jemandes Benehmen, Umgangsformen usw. erkennen lässt“. Varianten der Redewendung sind „seine gute Kinderstube vergessen“ (unhöflich werden) oder „keine gute Kinderstube haben“ (sich nicht gut benehmen, schlecht erzogen sein) oder "mit dem D-Zug durch die Kinderstube gerast zu sein" oder „im Galopp durch die Kinderstube geritten sein“ (zu wenig Zeit gehabt haben, um gutes Benehmen zu erlernen).